# Кайкулакські хутори
Кайкулакські хутори виникли по річці Каїнкулак і по балках. Протяжність хуторів 17 км, аж до с. Новоказанкувате. Заснували хутори переселенці з Полтавської губернії. На початок 1853 року на хуторах проживало 500 душ. Після того як у 1854 році переселилися в балку Бандурка, де заснували с. Новомихайлівка за хуторянами, що лишились замежували частину землі. А земля, від якої відмовились хуторяни, частково була приєднана до Петропавлівських володінь, а частково була запланована для нових поселенців, с. Новозелене, Кліппенфельд, Гемберг.
У 1864 на хуторах проживало у 18 дворах 132 особи, а в 1887 році в 47 дворах проживало 334 осіб. У цей час Кайкулакські хутори входили до складу Новомихайлівського товариства у вигляді окремої поземельної общини.
Відсутність школи, церкви та інші негаразди змусили селян переселятись до більших сіл. До початку XX 20 ст. хутори зникли і тільки назви балок «Голубова», «Крисина», «Іваненкова», урочище «Орляче», могила «Крисина» нагадують про їх мешканців.